# Bugatti Type 44
Bugatti Type 44 випускали впродовж 1927-1931 роках у декількох модифікаціях. Було виготовлено 1095 екземплярів. 

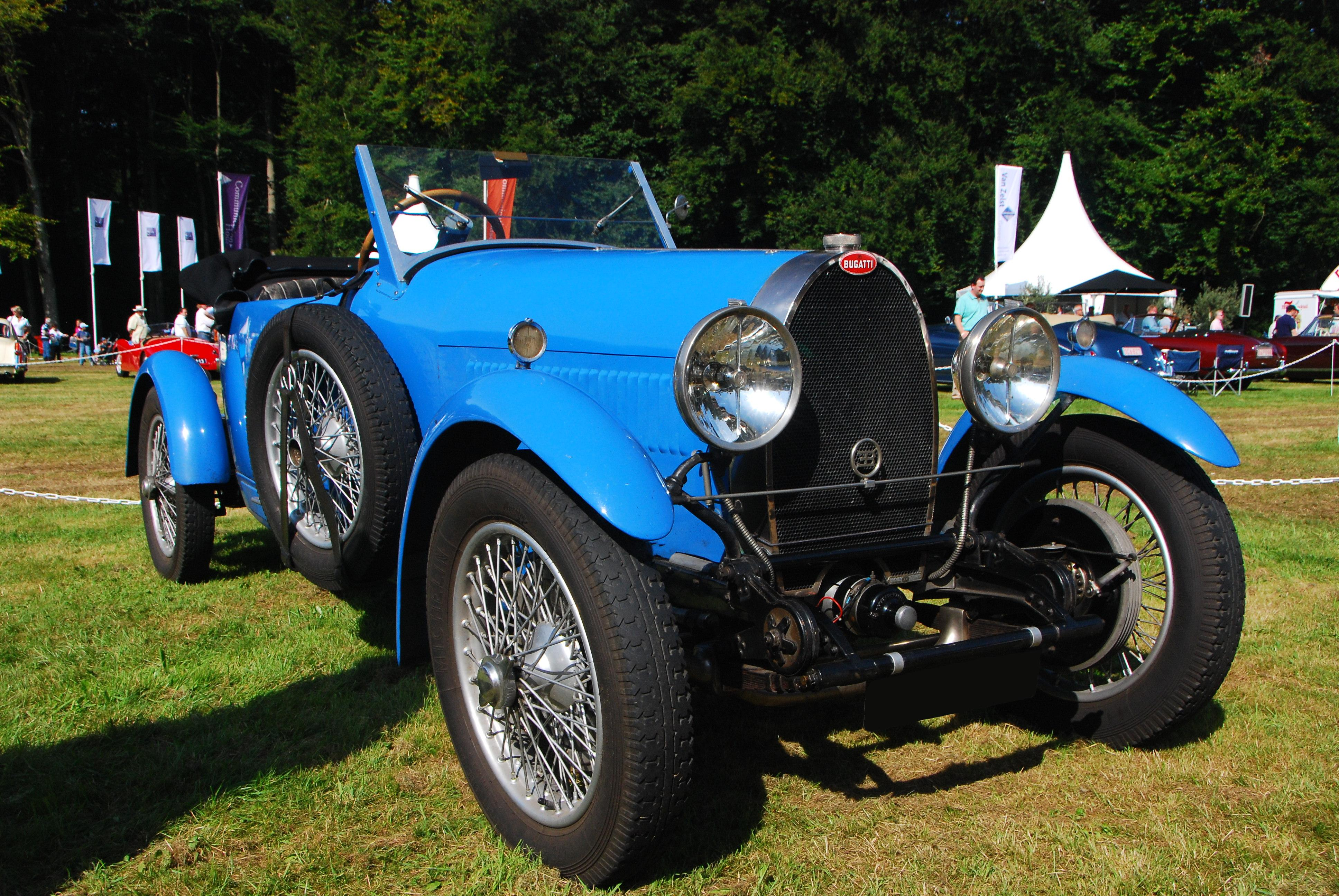
Bugatti Type 44 Grand Sport

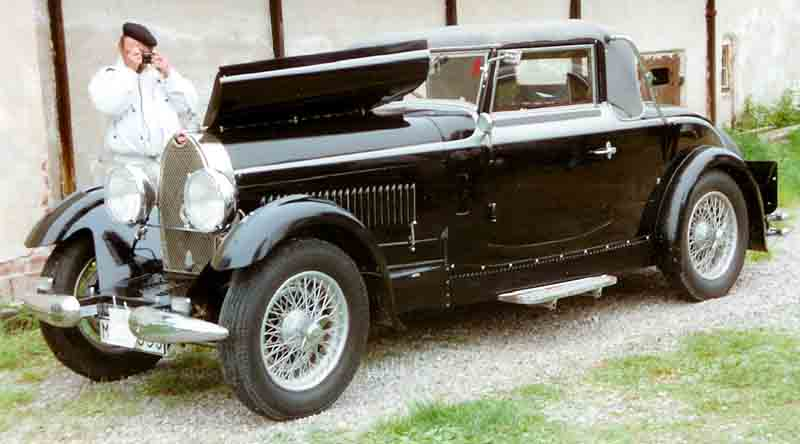
Bugatti Typ 44 Cabriolet. 1928

Модель була подальшим розвитком моделей Bugatti Type 38 та похідних від неї моделей Bugatti Type 40, Bugatti Type 43. На шасі Type 43 встановили послідовно два блоки атмосферних 4-циліндрових моторів сумарним об'ємом 2992 см³ з Type 40, отримавши номінально 8-циліндровий двигун потужністю 80 к. с. (59 кВт) при 4000 об/хв..
На основі досвіду експлуатації на шасі Type 44 почали випускати Bugatti Type 49. Спочатку встановили мотор аналогічний Type 44. З 1928 р. встановлювали мотор об'ємом 3257 см³ потужністю 105 к.с. (77 кВт) при 4400 об./хв., що складався з двох блоків 4-циліндрових моторів з Type 40А. Розміщений зверху розподільчий вал приводив у дію по три клапани на циліндр. Колінчастий вал дев'ятиопорний. Зчеплення багатодискове. Механічна коробка передач чотирьохступінчаста. Механічні гальма мали привід на всі колеса. шини 29×5. Швидкість на прямій передачі становила 140 км/год. Bugatti Type 49 виготовляли у 1930-1934 роках серією з 470 машин. Це була остання модель машин, що розвивались від Type 30. Його замінили новим модельним рядом Bugatti Type 57.